# Asparagus ovatus
Asparagus ovatus là một loài thực vật có hoa trong họ Măng tây. Loài này được T.M.Salter mô tả khoa học đầu tiên năm 1940.